# Vickers Vildebeest
Віккерс Вайлдебіст (англ. Vickers Vildebeest) та його модифікація Віккерс Вінсент (англ. Vickers Vincent) — британський одномоторний торпедоносець і бомбардувальник — суцільнометалевий біплан з шасі, що не забирається (на деяких серіях колеса були укладені в краплеподібні обтічники) часів Другої світової війни. Літак розроблений компанією Vickers-Armstrongs для Королівських повітряних сил Британії наприкінці 1920-х років. Перше бойове застосування літаків відбулося в громадянській війні в Іспанії 1936 року (на боці республіканців). До кінця 1941 року торпедоносці-бомбардувальники модифікацій III і IV ще збереглися в ескадрильях, які дислокувалися у Малаї та Сінгапурі, та взяли участь у бойових діях проти японського флоту та армії. Після падіння Сінгапуру вони продовжували воювати на Яві та Борнео до березня 1942 р., коли було втрачено останні два літаки.

## Історія створення
18 січня 1926 року Міністерство авіації на замовлення Королівських Повітряних сил офіційно видало специфікацію 24/25 для розроблення британськими літакобудівними кампаніями бомбардувальника-торпедоносця наземного базування. Цей літак мав замінити Hawker Horsley. У квітні 1928 року прототип «Вайлдебіст», як Vickers Type 132, літак з цільнометалевим фюзеляжем з крилами, обтягнутими тканиною, вперше піднявся в небо, оснащений радіальним двигуном Bristol Jupiter VIII.
Після поверхневої ознайомчої оцінки фахівцями «Вайлдебіст» потрапив до списку кандидатів разом з Blackburn Beagle і Handley Page Hare для проведення випробувальних іспитів. Оскільки Jupiter VIII був схильний до вібрації, другий прототип, Vickers Type 204, був оснащений двигуном Armstrong Siddeley Panther IIA. Після подальших випробувань прототип «Віккерса» був підтверджений як переможець конкурсу. Разом з цим проблеми з двигуном зберігалися, поки цей тип літака не був випробуваний з новою версією Jupiter, яка пізніше стала відомою як Bristol Pegasus. Початкове замовлення на виробництво дев'яти літаків було розміщено в 1931 році; перший серійний літак надійшов у вересні 1932 року.
Подальше виробництво продовжилося з покращеною версією «Вайлдебіста», оснащеного Pegasus IIM3 потужністю 635 к.с. (474 кВт). Але після того, як було виготовлено вже 30 екземплярів, Міністерство авіації запросило модифікацію (специфікація 15/34) літака — з додатковим місцем для третього члена екіпажу. Ця модель отримала назву «Вайлдебіст» Mk III, 150 екземплярів було побудовано для ПС у цій модифікації.
Версія Mk IV оснащувалася набагато потужнішим радіальним двигуном Bristol Perseus потужністю 825 к.с. (615 кВт), який забезпечував збільшену максимальну швидкість до 251 км/год і швидкість набору висоти до 4,3 м/с. Однак, у цій версії «Персей» мав проблеми з перегрівом і був визнаний непридатним для польотів у тропічних умовах, тому виробництво обмежилося 18 літаками, усі вони служили в ескадрильях, що базувалися на Британських островах.

### Vincent
Коли перед міністерством Авіації постало питання заміни літаків загального користування Westland Wapiti і Fairey IIIF на близькому Сході і в Єгипті, наявний «Вайлдебіст» був підходящим варіантом. Після випробувань модифікованого «Вайлдебіста» в Африці протягом 1932—1933 року було видано специфікацію 21/33 і замовлення на 51 одиниць нового літака під ім'ям «Вінсент» (англ. Vincent). «Вінсент» не міг переносити торпеду і оснащувався двигуном Pegasus IIM3, але мав пристосування для підвісних паливних баків, поштовий гак і засоби поставлення димових завіс. Перший серійний «Вінсент» конвертований з «Вайлдебіст» Mk.II за перегляненою специфікацією 16/34 був показаний публіці в 1935 році.

## Історія служби
«Вайлдебіст» постачався у відносно великих кількостях Королівським ПС з 1931 року і використовувався як бомбардувальник-торпедоносець. У жовтні 1932 року він надійшов на озброєння 100-ї ескадрильї, яка базувалася на авіабазі Донібрістла в Шотландії, замінивши застарілі Hawker Horsley. Згодом чотири фронтові ескадрильї торпедоносців-бомбардувальників були оснащені «Вайлдебіст», дві — в Сінгапурі (100-та ескадрилья, яка переїхала з Великої Британії в 1933 році, і 36-та ескадрилья, яка замінила свої Horsley в 1935 році), і ще дві на території власно Королівства.
Модифікована версія «Вайлдебіст», «Вінсент», надійшов на озброєння 84-ї ескадрильї Королівських ПС у Шайбаху, Ірак, у грудні 1934 року. Поступово переозброювалися ескадрильї на Близькому Сході та в Африці. До 1937 року новітніми літаками були оснащені шість ескадрилей в Іраку, Адені, Кенії, Судані та Єгипті. На момент початку Другої світової війни 101 «Вайлдебіст» все ще перебував на озброєнні Королівських ПС. Дві британські ескадрильї до 1940 року виконували місії з патрулювання прибережних вод та супроводу конвоїв, коли їх замінили на Bristol Beaufort.
У грудні 1941 року японські війська вторглися в Малаю, а дві сінгапурські ескадрильї все ще не були переоснащені на «Бофорти». Отже застарілим біпланам довелося вступити в бій проти японської авіації. 8 грудня 1941 року вони провели невдалу торпедну атаку на японський крейсер біля Кота-Бару. «Вайлдебісти» продовжували атакувати японців, коли їхні війська просувалися вниз по Малайському півострову, зазнаючи великих втрат від японських винищувачів, особливо коли власні винищувачі не могли їх прикрити. 26 січня 1942 року японці висадилися в Ендау, за 250 миль від Сінгапуру, і 12 «Вайлдебіст» з 100-ї і 36-ї ескадрилей були відправлені атакувати десант. Незважаючи на супровід винищувачів «Баффало» і «Харрикейн», п'ять «Вайлдебістів» були втрачені. Атака була повторена пізніше того ж дня вісьмома «Вайлдебіст» 36-ї ескадрильї та трьома «Албакорами», в бою було збито ще шість «Вайлдебіста» та два «Албакори».
31 січня вцілілі «Вайлдебісти» були відведені на Яву, де атакували інший японський десант біля Рембангу, заявивши, що затопили вісім кораблів противника, але зазнали ще більших втрат. Два останні «Вайлдебісти» з 36-ї ескадрильї спробували втекти до Бірми 6 березня, але були втрачені над Суматрою. Останні «Вайлдебісти» на озброєнні Королівських ПС, якими керувала 273-тя ескадрилья на Цейлоні, були зняті з експлуатації в березні 1942 року.
У той час як на заміну «Вінсентам» почали надходити більш сучасні літаки, такі як бомбардувальники Vickers Wellesley і Bristol Blenheim, 84 літаки продовжували перебувати на озброєнні Королівських ПС після початку Другої світової війни. «Вінсенти» використовувалися для бомбардувань італійських військ у Східноафриканській кампанії та для прибережного патрулювання з Адена, один з яких атакував італійський підводний човен «Галілео Галілей». Інші «Вінсенти» бомбили іракські війська під час англо-іракської війни 1941 року. Останній «Вінсент» був виведений у відставку в січні 1943 року.

## Модифікації

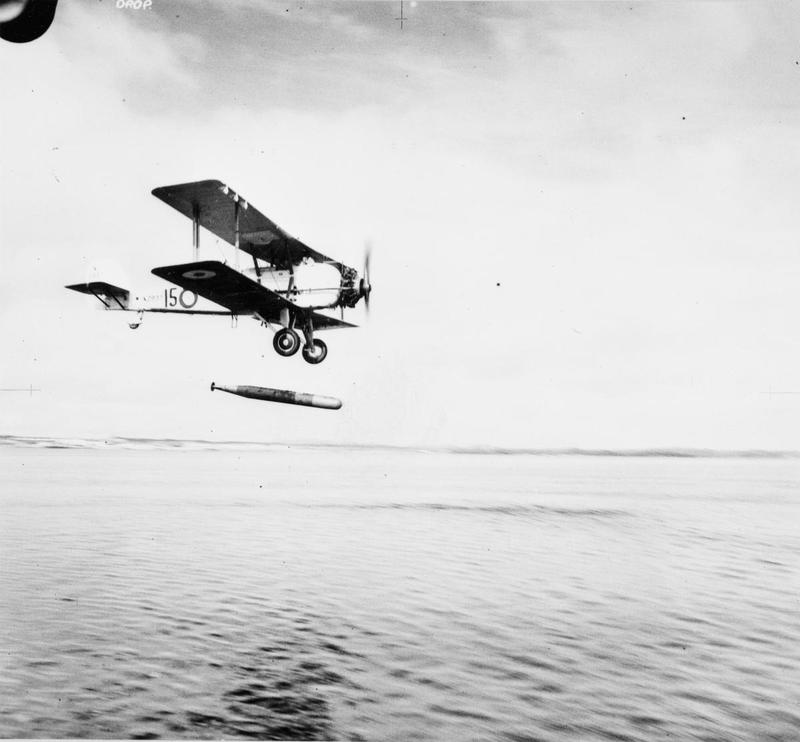
Навчання пілотів у скидуванні торпеди з «Вайлдебіста» Mk II. 1936

- Тип 132 — прототип, побудований у Вейбриджі з двигуном Bristol Jupiter VII
- Тип 192 — прототип II серії з двигуном Bristol Jupiter XF
- Тип 194 — прототип III серії з двигуном Bristol Jupiter XIF
- Тип 204 — прототип IV серії
- Тип 209 — прототип V серії з двигуном Bristol Jupiter XIF
- Тип 214 — прототип VI серії з двигуном Bristol Jupiter XFBM
- Тип 216 — прототип VII серії з двигуном Hispano-Suiza 12Lbr і поплавками
- Тип 217 — другий прототип VII серії
- Vildebeest Mk I (тип 244) — перша серійна версія — двомісний торпедоносець, оснащений двигуном Bristol Pegasus IM3 потужністю 600 к.с. (448 кВт) (22 одиниці)
- Vildebeest Mk II (тип 258) — друга серійна версія торпедоносця з двигуном Bristol Pegasus IIM3 потужністю 635 к.с. (474 кВт) (30 одиниць)
- Vildebeest Mk III (тип 267) — серійний тримісний варіант бомбардувальника-торпедоносця (150 одиниць)
  - Vildebeest Mk III (тип 277) — варіант Vildebeest Mk III зі складними крилами та підвісними баками для Королівських ПС Нової Зеландії (12 одиниць)
- Vildebeest Mk IV (тип 286) — двомісний варіант літака з двигуном Bristol Perseus потужністю 825 к.с. (615 кВт) (18 одиниць)
- Тип 245 — модифікація торпедоносця серії IX на замовлення Іспанського республіканського флоту з двигуном Hispano-Suiza 12L потужністю 600 к.с. (448 кВт) (26 одиниць)
- Тип 263 — варіант Vildebeest Mk I з двигуном Pegasus 1M3 (1 екземпляр)
- Vincent (тип 266) — тримісний варіант з двигуном Pegasus IIIM3 (197 одиниць)

## Тактико-технічні характеристики
Дані з Consice Guide to British Aircraft of World War II

### Технічні характеристики
|                       |                       | Vildebeest Mk.IV              | Vincent                       |
| --------------------- | --------------------- | ----------------------------- | ----------------------------- |
| Екіпаж                | Екіпаж                | 2—3 осіб                      | 3 особи                       |
| Довжина               | Довжина               | 11,48 м                       | 11,18 м                       |
| Висота                | Висота                | 4,47 м                        | 5,41 м                        |
| Розмах крил           | Розмах крил           | 14,94 м                       | 14,94 м                       |
| Площа крил            | Площа крил            | 67,63 м²                      | 67,63 м²                      |
| Маса                  | пустого               | 2343 кг                       | 1918 кг                       |
| Маса                  | максимальна злітна    | 3856 кг                       | 3674 кг                       |
| Двигун                | Двигун                | Bristol Perseus VIII          | Bristol Pegasus IIM3          |
| Потужність            | Потужність            | 825 к. с.                     | 660 к.с.                      |
| Максимальна швидкість | Максимальна швидкість | 251 км/год (на висоті 1525 м) | 229 км/год (на висоті 1500 м) |
| Дальність             | операційна            | 2615 км                       | 1006 км                       |
| Дальність             | з ППБ                 | -                             | 2012 км                       |
| Практична стеля       | Практична стеля       | 5790 м                        | 5180 м                        |

### Озброєння
- Стрілецьке:
  - 1 × 7,7-мм курсовий кулемет
  - 1 × 7,7-мм кулемет Льюїса в кабіні стрільця
- Бомбове навантаження:
  - до 454 кг бомб
  - Vildebeest — одна 18-дюймова торпеда

## Однотипні літаки за епохою, призначенням та конфігурацією
| - Blackburn Baffin - Fairey Gordon - Hawker Hind - Vickers Type 264 Valentia - Heinkel He 45 - Henschel Hs 123 | - Breda CC.20 - CANT Z.509 - Fokker C.V - Р-Z - Keystone B-3A - Douglas T2D - Martin BM | - Bréguet 410 - CAMS 52 - Aero A.30 - Yokosuka B4Y |